# برنار بلاكار
برنار بلاكار (16 أغسطس 1957 في فرنسا - ) (بالفرنسية: Bernard Blaquart)‏ هو مدرب كرة قدم ولاعب كرة قدم فرنسي في مركز الهجوم. لعب مع جيروندان بوردو ونادي تولوز ونادي تولون ونادي فرنسا.

## روابط خارجية
- برنار بلاكار على موقع قاعدة بيانات كرة القدم.إي يو (الإنجليزية)
- برنار بلاكار على موقع ليكيب (الفرنسية)
- برنار بلاكار على موقع عالم كرة القدم.نت (الإنجليزية)